# سبچواتس
سبچواتس (به صربی: Sebečevac) یک منطقهٔ مسکونی در صربستان است که در کروشواتس واقع شده‌است. سبچواتس ۵۴۶ نفر جمعیت دارد.